# Plorec-sur-Arguenon
Plorec-sur-Arguenon (tiếng Breton: Ploareg) là một xã của tỉnh Côtes-d’Armor, thuộc vùng Bretagne, tây bắc Pháp.